# Charles-Maurice de Talleyrand-Périgord

Talleyrand címere

Charles-Maurice de Talleyrand-Périgord (kiejtése: ʃaʁl moʁis də tal(ɛ)ʁɑ̃ peʁiɡɔʁ; röviden, közkeletűen Talleyrand; kiejtése kb. tal(e)ran) (Párizs, 1754. február 2. – Párizs, 1838. május 17.) Autun püspöke, Périgord, majd Benevento (1806), utána Dino (1815) hercege. Kiemelkedő, de ellentmondásos megítélésű francia politikus, diplomata, államférfi volt. Sikeresen tevékenykedett XVI. Lajos, a nagy francia forradalom, majd Napóleon, XVIII. Lajos, X. Károly és I. Lajos Fülöp szolgálatában. A történészek egy része szerint rendkívül tehetséges diplomataként és politikusként következetesen és eredményesen működött az akkoriban a jövőt képviselő feltörekvő polgárság érdekei védelmében. Mások szerint erkölcsileg romlott, született áruló volt, aki minden megbízóját elárulta, és kizárólag egyéni haszonszerzés volt a célja. Kétségtelenül végtelenül pénzéhes és korrupt volt, de egy olyan korban, amikor ez nem csak általános, hanem szinte elfogadott volt; viszont társadalmilag és politikailag általában kitűnő pontossággal értékelte a helyzetet és a jövő fejlődési vonalait, felismeréseihez következetesen ragaszkodott és azoknak megfelelően, a társadalmi és a francia nemzeti érdekek védelmében cselekedett. Síkraszállt a forradalmi és a fehérterror ellen egyaránt, nemzetközileg is a békés megoldások híve volt, ellenezte Napóleon céltalan, önsorsrontó hódító politikáját. Ebben a gyors változásokkal terhes történelmi időszakban az általa támogatott rendszereket és uralkodókat akkor hagyta el, amikor azok sorsa – gyakran saját hibájukból – már megpecsételődött, és a történelmi-társadalmi fejlődés új irányt vett.

## Származása, tanulmányai
Előkelő és régi, de elszegényedett nemesi családból származott. Apja Charles-Daniel de Talleyrand-Périgord (1734–1788), főnemes, aki mindössze 20 éves volt Charles-Maurice születésekor, Versailles-ban élt feleségével, Alexandrine de Damas d'Antigny-val (1728–1809). A családi hagyományok szerint az első ősük a 9. században Kopasz Károly rokona volt. Újabb kutatások azonban a família ilyen fokú ősiségét, a kora középkori Périgord grófokkal való rokonságukat kétségbe vonják. Talleyrand maga azonban – ahogy környezete is – mélyen hitt családja ősi arisztokrata mivoltában.
Gyermekkorától fogva erősen sántított jobb lábára, ortopéd cipőt kellett viselnie, ami nagyon kedvezőtlen hatással volt lelki fejlődésére is. Sánta ördögnek csúfolták (diable boiteux). Életrajzíróinak egy része szerint rokkantsága veleszületett volt, ő maga azonban memoárjaiban szüleit, illetve dadáját teszi felelőssé, akik nem törődtek vele, és így leesett egy magas komódról. Mindenesetre Talleyrand örömtelen gyermekkorra emlékezett vissza. Szülei a fizikai alkalmatlansága miatt kizárták az elsőszülöttségből, nevelőhöz adták, és évekig nem törődtek vele. Iskoláit kollégiumban élve végezte, örökké a magányosság érzése uralkodott rajta.
Tanulmányaiban nem volt szorgalmas, de 15 éves korára azért befejezte az iskolát, és nagybátyja, Alexandre Angélique de Talleyrand-Périgord, akkor Reims érseke támogatásával papi szemináriumba lépett – mivel szülei másra alkalmatlannak tekintették. A papi rend ekkoriban megfelelő megoldás volt olyan nemesi ifjak eltartására, akik nem voltak alkalmasak a katonai szolgálatra, vagy szüleik nem voltak elég gazdagok ahhoz, hogy – a szokásoknak és a jogi lehetőségeknek megfelelően – a polgári közigazgatásban vásároljanak számukra állást. Talleyrand-t nem vonzotta a papi pálya, gyűlölte a reverendát, és hideg szkeptikusként fejezte be a szemináriumot.

## Egyházi pályafutása
Talleyrand a Saint-Sulpice-templom papneveldéjében fejezte be tanulmányait. Ekkor jelentette ki: „Arra kényszerítenek, hogy pap legyek, de meg fogják bánni”. A papi szeminárium épülete előtt sétálgatott az utcán barátnőjével. Pappá szentelése után megfelelően jövedelmező hivatal után nézett, egyidejűleg szerelmi kalandokkal töltötte idejét. Rokkantsága ellenére szellemességével számtalan nőt meghódított. Mindig ő hagyta el szeretőit, akik aztán arra panaszkodtak, hogy őutána mindenki más unalmasnak tűnt. Madame Dubarry szalonjában kijelentette: „Párizs olyan város, ahol sokkal könnyebb egy nőt meghódítani, mint egy jól jövedelmező káplánságot!”
21 éves korában, 1775-ben azonban már abbé lett Reimsben, és szerepet kapott XVI. Lajos koronázási szertartásán, nemsokára pedig fővikáriussá lépett elő ugyanott. Tehetsége itt is gyorsan megnyilvánult: 1780-tól öt évig a francia katolikus egyház egyik legmagasabb rangú gazdasági végrehajtó tisztségét töltötte be. Az egyik vezető francia egyháztörténész szerint „a század egyik legjelentősebb általános ügyvivője” volt a katolikus egyházban. Felváltva élt Reimsben és Párizsban, ahová az egyház delegálta a kormánnyal az egyházi adókról és más pénzügyi kérdésekről folytatandó tárgyalásokra. Gondtalan társasági életet élt, ügyesen építette kapcsolatait az udvarban. Később klasszikussá vált az a mondása, hogy „aki nem élt 1789 előtt, nem ismeri az élet igazi édességét”. 1788. november 2-án XVI. Lajos kinevezte őt Autun püspökévé. Hamarosan megkapta emellé egy királyi apátság jövedelmeit is.
1789 elején szentelték fel püspökké. Rövid, de intenzív választási kampány után a papi rend helyi képviselőjének választatta meg magát az akkor összehívott rendi gyűlésre, amely a forradalom közvetlen előzménye lett. Kitért a húsvéti mise személyes megtartása elől, és sürgősen, végleg elhagyta Autunt, Párizsba utazott.

## A forradalom híve

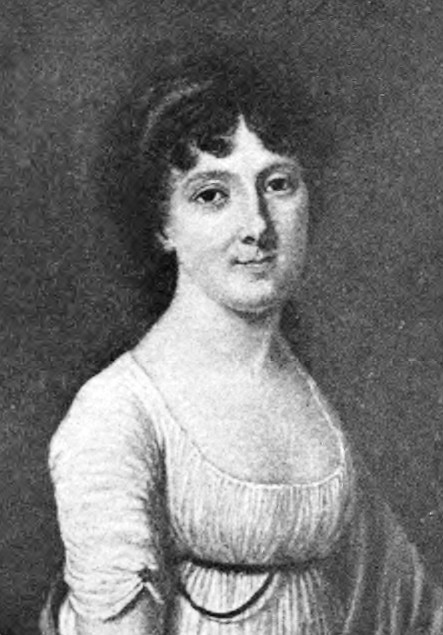
Madame de Flahaut, Talleyrand hosszú időn át „hivatalos” szeretője és barátja

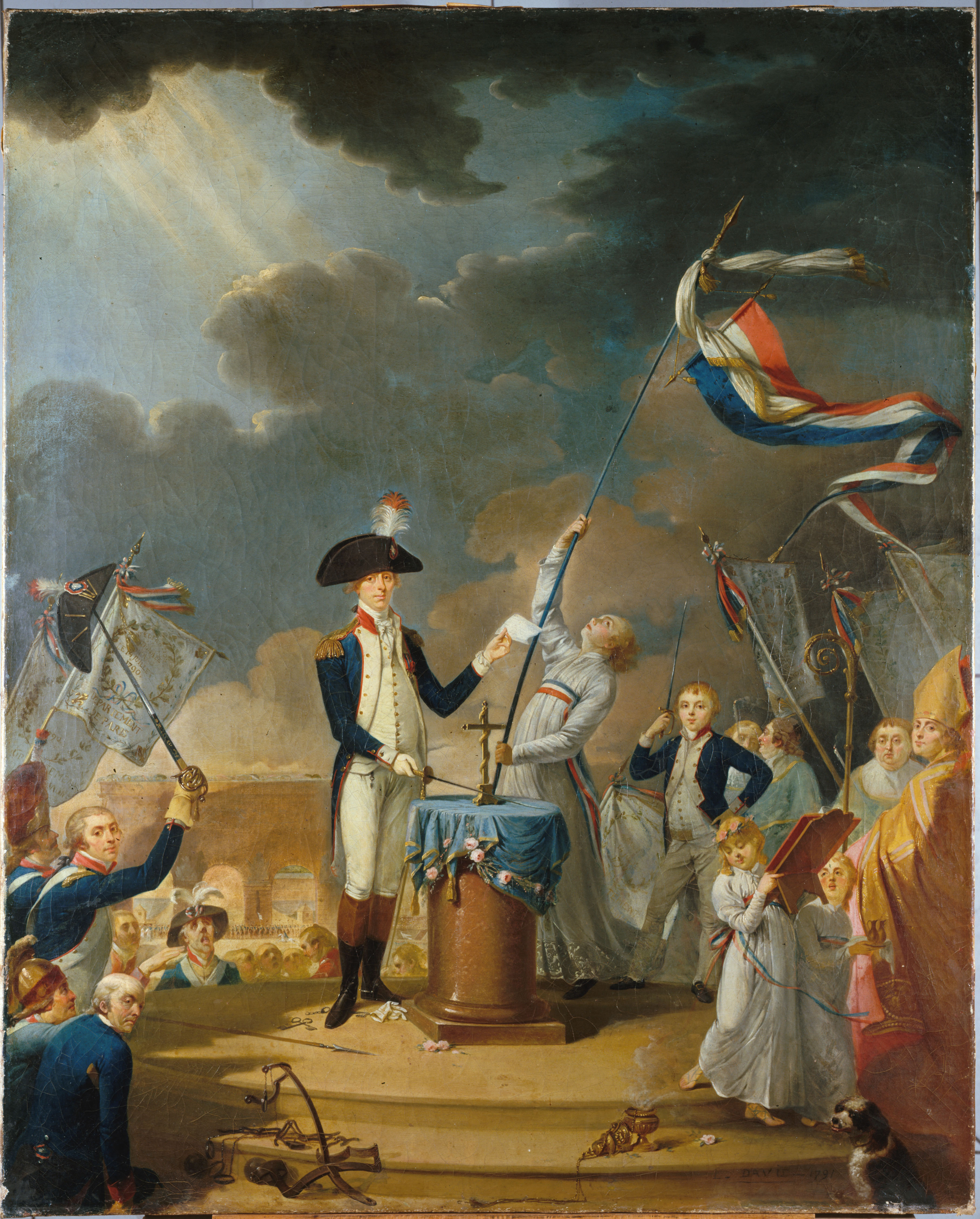
Talleyrand La Fayette tábornok oldalán az 1790. július 14-i nemzeti ünnepen. Korabeli festmény

Mint sokan mások, Talleyrand is érezte a közelgő forradalmat, de ő azt is felismerte, hogy a rendi gyűlésben a harmadik rend, a polgárság összehasonlíthatatlanul erősebb lesz a másik kettőnél. Álláspontját maga a következőképpen fogalmazta meg: „egyetlen észszerű megoldás maradt: engedni, mielőtt erre erőszakkal kényszerítenek, olyan időben, amikor ezt az engedékenységet még az érdemünkül számíthatják be.” Ezért, bár a papi rend képviseletében választották meg, Versailles-ban hamarosan átvonult a papi rend terméből a harmadik rend termébe, és ott a nép barátjaként, a privilégiumok ellenségeként, az elnyomottak védelmezőjeként szónokolt. Annyira meg volt győződve a monarchia közeli bukásáról, hogy végtelen anyagiassága ellenére visszautasította azt a pénzt, amivel a királyi udvar meg akarta vesztegetni. Memoárjából az is kitűnik, hogy nem csak elkerülhetetlennek, hanem végső soron az ország számára is hasznosnak tartotta a forradalmat.
Belevetette magát a munkába, és a forradalom első három évében olyan értékekért szállt síkra, amelyek máig érvényesek maradtak. Vezető szerepet vállalt az Emberi és polgári jogok nyilatkozata megfogalmazásában, ő volt a szerzője a híres VI. fejezetnek, amely a polgároknak a törvény előtti egyenlőségét fogalmazta meg. Óriási jelentősége volt a forradalom gazdasági túlélése és a további fejlődése szempontjából annak, hogy 1789 októberében, püspökként, javasolta az Alkotmányozó Nemzetgyűlésnek az egyházi földek kincstári tulajdonba vételét (későbbi elárverezésük érdekében), és azonnal megfelelő törvényjavaslatot is benyújtott. A forradalom egyik fontos célja ugyan a magántulajdon szentségének biztosítása volt (a korábbi királyi önkénnyel szemben), de Talleyrand bravúrosan áthidalta ezt a problémát: az indoklásban kifejtette, hogy az egyházi tulajdon egészen más természetű, mint a közönséges magántulajdon, és az állam bátran kisajátíthatja. Ezzel Talleyrand hihetetlen népszerűséget szerzett, és 1790 februárjában a Nemzetgyűlés az elnökévé választotta.
Közben azonban magánéletében nem tagadta meg önmagát; egyszerre két előkelő hölggyel folytatott bonyolult szerelmi viszonyt, esténként kártyaklubokban játszott nagy tétekben, és amikor a spanyol követ kezdeményezte a Franciaországgal fennálló kereskedelmi egyezmény megújítását, a Nemzetgyűlés diplomáciai bizottságának tagjaként 100 000 amerikai dollár kenőpénzt kért és kapott tőle.
Az egyházi javak elkobzása miatt a papság és a nemesség gyűlölte Talleyrand-t, de velük mint a múlt képviselőivel, már nem törődött. 1790. július 14-én nagy részt vállalt az új nemzeti ünnep megteremtésében és lebonyolításában, teljes püspöki díszben jelent meg, „megtestesítve az evangélium és a forradalmi testvériség egybeolvadását”. Megáldotta a királyi családot, a Nemzeti Gárdát, a Nemzetgyűlés tagjait, a forradalmi tömegeket egyaránt. Este és éjjel aztán – saját visszaemlékezései szerint – egymás után két kártyaklubban robbantott bankot, majd egyik szeretőjéhez, Laval grófnőhöz sietett, és boldogan mutatta neki a nyereség pénzhalmait – még a kalapja is tele volt bankókkal.
Még egyszer vehette hasznát püspöki süvegének: a pápa ellenében püspökké szentelte azokat a papokat, akik szolgálatokat tettek az új rendnek. Ezután azonban már a pápa kiközösítette. Talleyrand első reagálásaképpen a forradalmi Franciaország nevében visszautasította az egyházfő erre vonatkozó jogát, de aztán élt az alkalommal és végleg levetette az általa amúgy is gyűlölt papi talárt.
1792 januárjában a francia forradalmi kormány attól tartott, hogy a monarchista Európa háborút indít ellene. Ezért diplomáciai feladatot bíztak Talleyrand-ra, Londonba küldték, hogy eszközölje ki Anglia semlegességét egy európai háború esetére. Londonban a közvélemény nagyon ellenségesen fogadta, a sajtó intrikusnak, tolvajnak és kiugrott papnak titulálta. Az angol arisztokrácia, az udvarral az élen, az emigráns francia királypártiak mellett állt. Talleyrand azonban ebben a helyzetben is megmutatta tehetségét, a támadásokat fel sem vette, hatalmas önbizalommal tárgyalt, és – legalábbis egy évre – biztosította is Anglia semlegességét.

## Emigrációban
A köztársaság kikiáltása 1792 augusztusában azonban meggyőzte Talleyrand-t arról, hogy az ország egyre veszélyesebbé válik a számára is; megérezte a terror időszakának közeledését. Még megfogalmazta azt a forradalmi hévvel átitatott jegyzéket, amelyben Nagy-Britannia kormányát értesítették a trónfosztás szükségességéről, aztán útlevelet kért a maga számára azzal, hogy Angliában akar tárgyalni a közös súly- és hosszmértékek elfogadásáról. A téma valóban napirenden volt, de Talleyrand menekülésének igazi oka az volt, hogy a frissen trónfosztott király iratai között olyan, tőle származó levelek is voltak, amelyek minden bizonnyal a vesztét okozták volna. Egy jellemző anekdota szerint a francia partokat elhagyó hajón így suttogott maga elé: „Leshetik, amíg én még egyszer forradalmat csinálok mások számára…” Szeptember 10-én távozott, és decemberben már vádat emeltek ellene. Miután megtagadta a hazatérést, 1793 augusztusában hivatalosan is emigránsnak nyilvánították, vagyonát elkobozták.
A londoni francia emigráció túlnyomó része gyűlölte őt, de volt egy kicsiny csoport, amely befogadta. Ekkoriban érkezett oda Madame de Staël is, akihez akkoriban bizalmas viszony fűzte. 1794 januárjában azonban újra csomagolnia kellett, mert a brit kormány kiutasította. Sok választása nem lévén, Amerikába utazott. Ez a frissen függetlenné vált ország egyáltalán nem érdekelte, csak a kényszernek engedett, ahogy maga írta: „Kiérkezésemkor tele voltam ellenszenvvel mindazon új dolgok iránt, amelyek az utazót általában érdekelni szokták. A kíváncsiságnak a szikrája is alig ébredt bennem.” Ennek ellenére elmélyült az amerikai gazdasági viszonyok, különösen az ingatlanspekuláció tanulmányozásában, mivel attól tartott, hogy sok időt kell ott töltenie, és újra vagyont akart szerezni. Az Egyesült Államok politikai köreihez nem tudott közelebb férkőzni. George Washington nem fogadta; a fiatal amerikai demokrácia puritán hagyományokra építkező vezetői is sokat hallottak már Talleyrand erkölcseiről. A volt püspök nem is cáfolt rá a róla szóló pletykákra: Philadelphiában azzal botránkoztatta meg az úri társaságot, hogy a korban hallatlan tettet hajtott végre: karonfogva sétált az utcán egy feketebőrű szépséggel.
A távolból is követte a franciaországi eseményeket, és az újgazdag burzsoákból álló Direktórium hatalomra jutása után párizsi kapcsolatai révén nehezen, de kieszközölte a maga számára a kegyelmet, a hazatérés lehetőségét. Ebben nagy segítségére volt az a heves gyűlölet, amely a királypárti emigránsok részéről övezte személyét. 1795 novemberében kapott kegyelmet, haladéktalanul nekilátott amerikai érdekeltségei felszámolásához, és 1796 szeptemberében érkezett vissza Franciaországba.

## A Francia Köztársaság külügyminisztere

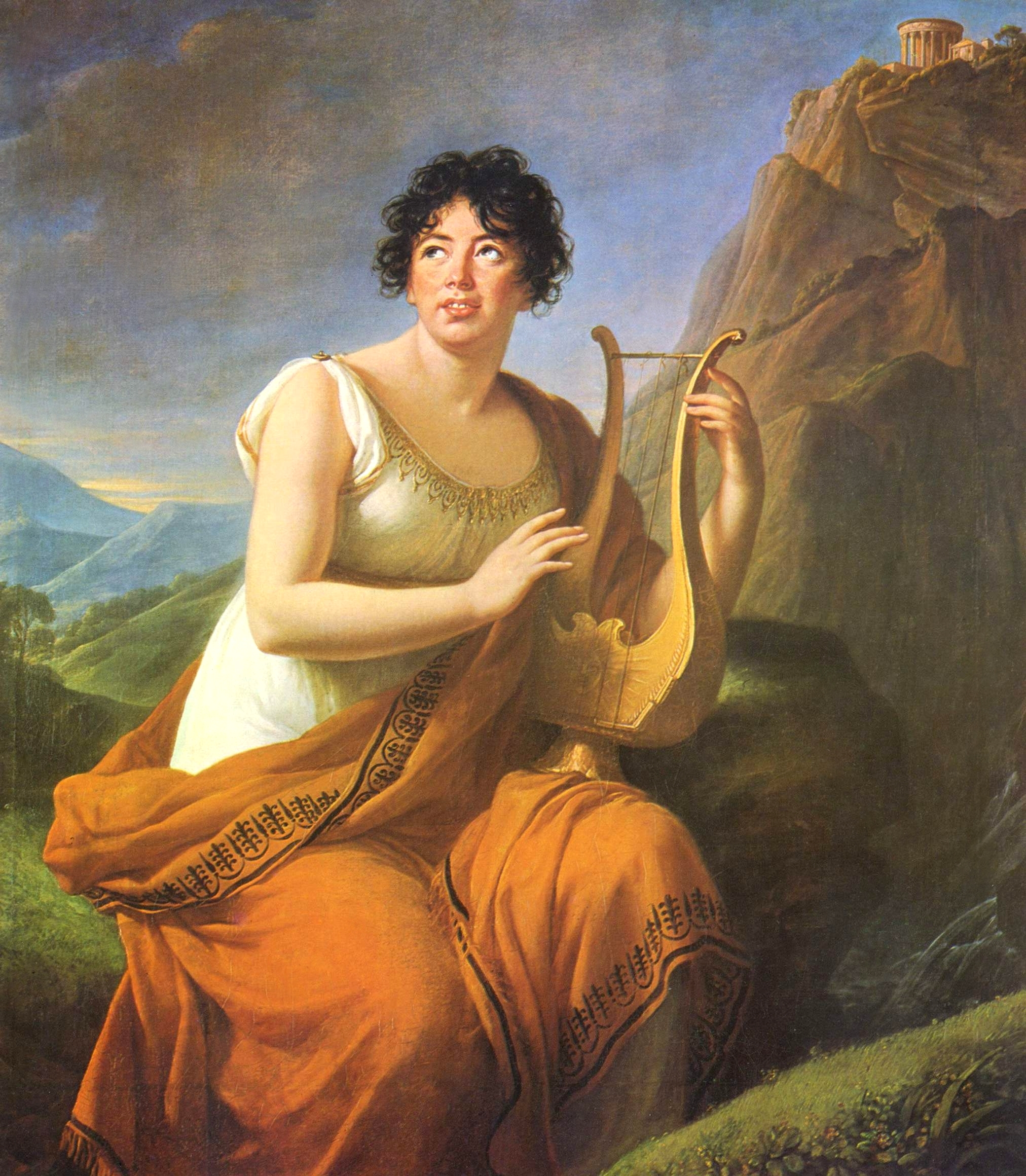
Mme de Staël egy korabeli romantikus festményen

Talleyrand hazatért, de vagyonát nem kapta vissza, így abból a kevésből élt, amit a tengerentúlon földspekulációval szerzett. Kereste helyét, 1797. április 4-én előadást tartott a tudományos akadémiának megfelelő Institut de France előtt az angol-amerikai kereskedelemről. (Ő is bábáskodott az intézmény létrehozásánál, és még Amerikában volt, amikor a tagjává is választották.) Leginkább külügyminiszter szeretett volna lenni, a betegeskedő, tumorral küzdő (és orvosilag terméketlen) Charles-François Delacroix helyébe lépni, akinek egyébként családi barátja lett. Valószínűleg ő volt a biológiai apja Eugène Delacroix-nak, az 1798 áprilisában született romantikus festőnek, akinek munkásságát később is támogatta. Felajánlotta szolgálatait a Direktóriumnak, de annak öt tagja közül három, köztük a vezető, Paul Barras korruptnak tartotta őt, a negyedik tolvajnak és korruptnak, az ötödik (Jean-François Reubell) árulónak, tolvajnak és korruptnak. Barras azonban – aki maga is megvásárolható és hírhedten kicsapongó volt – tudta, hogy szükségük van Talleyrand diplomáciai tehetségére a nemzetközi téren előttük álló óriási nehézségek leküzdésére. Emellett Talleyrand barátai és szeretői, főleg a befolyásos – és kitartóan erőszakos – Madame de Staël mindent megtettek azért, hogy meggyőzzék Barras-t az ő alkalmazásának szükségességéről. Barras szavazásra tette fel a kérdést a direktóriumban, és 1797 júliusában 3:2 arányban úgy döntöttek, hogy kapja meg a külügyminiszteri tárcát. Talleyrand ettől a hírtől olyan boldog lett, hogy ritka kivételként elvesztette önuralmát, és barátai előtt hosszasan hajtogatta: „Az állás a miénk! Most aztán vagyont kell szerezni, óriási vagyont!”
Másnap már újra nyugodt, fölényes nagyúrként jelent meg hivatalában, de célját nem felejtette. Még a kor szokásaihoz képest is elképesztő nyíltsággal követelt és kapott súlyos összegeket a különböző diplomáciai partnereitől az ügyeik intézéséhez. Poroszországtól 300 000, Ausztriától, Spanyolországtól 1 000 000, Nápolytól félmillió aranyfrankot kapott különböző szerződések megkötése kapcsán. A korabeli sajtó összegzései szerint csak az első két év alatt, 1797 és 1799 között 13 650 000 frankot gyűjtött be – úgy, hogy tulajdonképpen nem kötött az ország érdekeivel ellentétes megállapodásokat, csak a francia nagyhatalom képviselőjeként sápot szedett azoknak az ügyleteknek a kapcsán, amelyeket úgyis el kellett intézni. Egyedül a fiatal amerikai állam képviselői nem értették vagy értékelték ezeket az európai finomságokat, és nem akartak fizetni a kereskedelmi megállapodásért. Az XYZ-ügy néven emlegetett afférból csaknem háború lett a két fél között, mielőtt elsimították.
Vagyonosodásának másik forrása a tőzsde volt, ahol szinte veszteség nélkül játszott. Barátai és szeretői, barátainak szeretői és szeretőinek barátai révén mindig tudta, hogyan alakulhatnak az árfolyamok.
Talleyrand az elsők között ismerte fel Bonaparte tábornok képességeit, és külügyminiszteri kinevezése után meleg hangú levélben üdvözölte őt, amit a hadvezér hasonló hangnemben viszonzott, sőt levélben gratulált a Direktóriumnak a külügyminiszter nagyszerű kiválasztásához. Ettől kezdve Talleyrand és Napóleon kapcsolata egyre szorosabbá vált. Hamarosan azonban létrejött az első súlyos konfliktus kettőjük között: Talleyrand Napóleon kérésére szavát adta, hogy a török fennhatóság alatti Egyiptom elleni hadjárat idejére Isztambulba megy követként, hogy diplomáciai segítséget nyújtson Törökország megbékítésére. Ezt azonban nem tette meg, kiváltva így a tábornok féktelen dührohamát.
Külpolitikájában, reálisan ítélve meg a nemzetközi helyzetet, igyekezett mérséklő hatással lenni a Direktórium hódító elképzeléseit illetően; kiépítette a külügyi tárca hatékony apparátusát, tehetséges és szorgalmas munkatársakkal vette körül magát. A követeket azonban maga a Direktórium nevezte ki, gyakran anélkül, hogy vele egyáltalán konzultált volna.
A Direktórium népszerűsége azonban folyamatosan csökkent, és Talleyrand úgy döntött, kiszáll a süllyedő hajóból. 1799 nyarán – úgymond a sajtó támadásai miatt – lemondott, és csatlakozott a hatalom átvételére készülő Bonaparte tábornokhoz. A napóleoni puccs napján, a francia forradalmi naptár szerint brumaire 18-án (1799. november 9.) már azt a kényes feladatot kapta, hogy vegye rá Barrast az önkéntes lemondásra, mégpedig egy jelentős pénzösszegért mint fájdalomdíjért cserébe. Az egyébként nem gyáva Barras a puccstól azonban annyira megijedt, hogy magától, ingyen is hajlandó volt távozni. A vesztegetési összeg így Talleyrand zsebében maradt, aki ettől úgy meghatódott, hogy kezet csókolt neki, a „nemzet háláját” kifejezve.

## A napóleoni korszak

### A császár híve

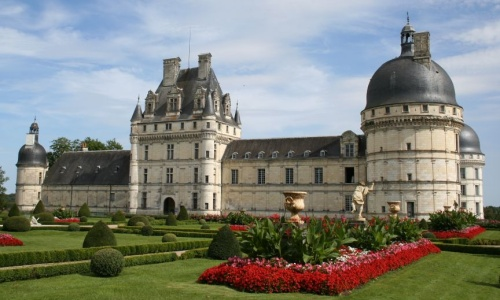
Talleyrand kastélya Valençay-ben

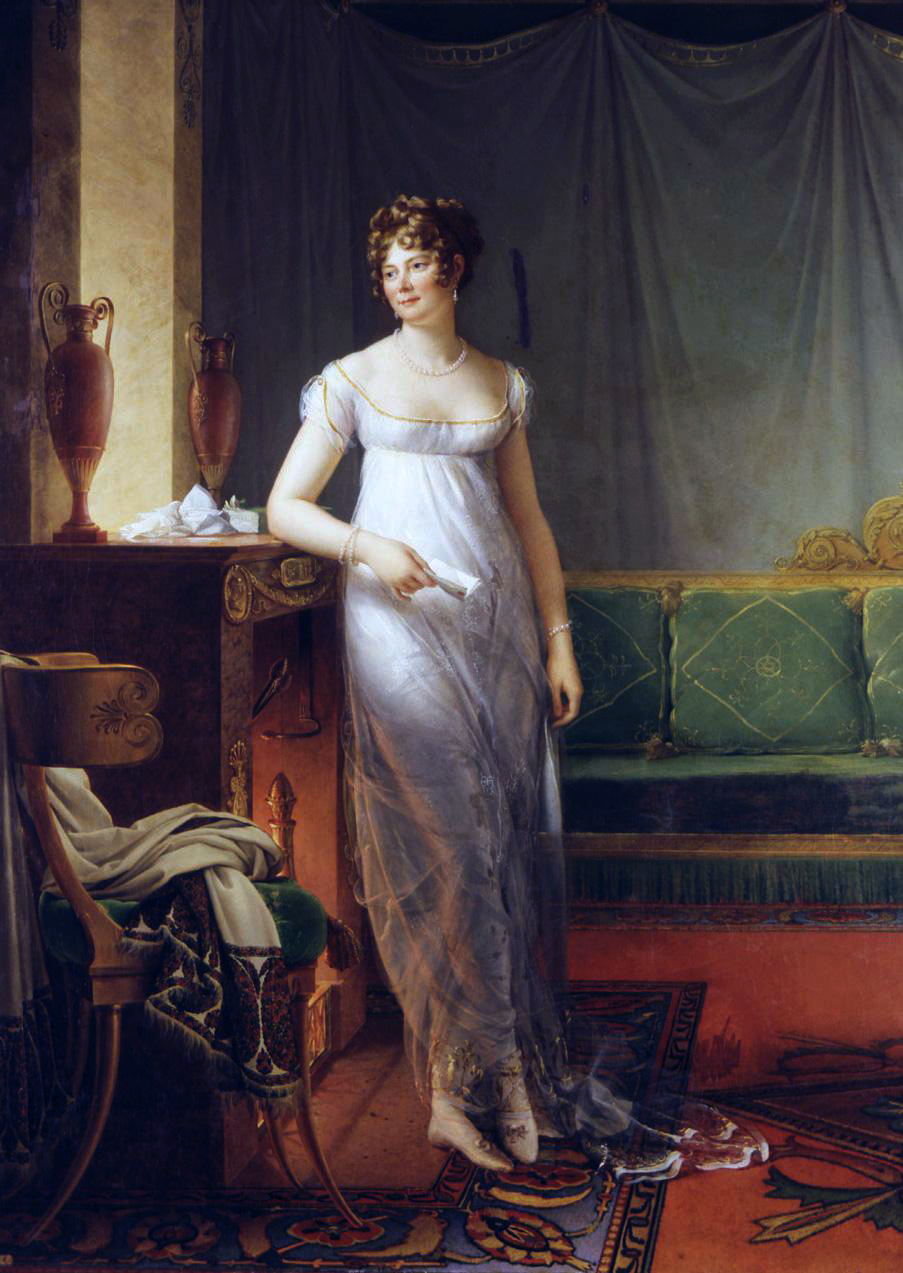
Catherine Noël Worlee, Madame Grand, akit el kellett vennie feleségül

Bonaparte puccsa után Talleyrand, általa rendkívül nagyra becsült barátja, az újdonsült Első Konzul révén, újra átvette a külügyi tárcát. Kapcsolatba lépett az európai udvarokkal, ahol általában örömmel vették a Direktórium bukását. A leendő császár a bizalmába fogadta, és mivel a külügyeket közvetlenül maga alá rendelte, Talleyrand gyakorlatilag a napóleoni adminisztráció második embere volt a következő nyolc év alatt.
Franciaország nemzetközi helyzete ebben az időszakban kedvezően alakult. Ausztriát 1800-ban sikerült legyőzni, Poroszország semleges álláspontot foglalt el, Oroszországgal pedig küszöbön állt a (főleg Anglia elleni) szövetség megkötése. I. Pál orosz cárt azonban meggyilkolták, és utódja, I. Sándor (aki legalábbis tudott a készülő merényletről) kevesebb elkötelezettséget mutatott a francia szövetség iránt, bár az orosz–francia kapcsolatok még sokáig igen jók maradtak. Az Angliával megkötött 1802-es amiens-i béke nyomán Franciaország teljesen szabad kezet kapott szomszédai ellen. Bonaparte szakadatlan hódításokba kezdett Európában, újabb és újabb területeket vett birtokba, Talleyrand pedig diplomáciai nyelven megfogalmazta a hódítás utáni tényállást – természetesen beszedve a megfelelő „illetéket” is a legyőzöttektől, egy-egy kedvezőbben hangzó feltétel fejében.
Talleyrand azonban maga is megtapasztalta Napóleon parancsuralmát. A párizsi diplomáciai testület ugyanis bojkottálni akarta Talleyrand rendezvényeit amiatt, hogy palotájában együtt élt aktuális barátnőjével, a feltűnően szép, de híresen ostoba Grand asszonnyal. Napóleon ráparancsolt külügyminiszterére, hogy vegye el a nőt. Nem volt mit tenni, meg kellett kötnie a hivatalos házasságot. A házastársak később különváltan éltek, mert Talleyrand megszerette és házába költöztette unokaöccse feleségét, Dorothea von Sagan kurlandi hercegnőt, Dino hercegnét, aki aztán haláláig az élettársa maradt.
Arra is utasította Talleyrandot az első konzul, hogy vásároljon magának, külügyminiszteri reprezentációs célokra egy kastélyt, megfelelő birtokkal. Ekkor vette meg uradalmát Valençay-ban, persze anyagi támogatást csikart ki hozzá Bonapartétól. Talleyrand egyébként kiváló földesura lett a környező 23 falunak, iskolákat építtetett és tartott fenn, támogatta a helyi önkormányzatot.
A királypártiak leleplezett összeesküvései nyomán Talleyrand azt sugalmazta Bonaparténak, hogy radikális lépést kell tenni a royalisták elrettentésére a további akcióktól. Ennek nyomán rabolták el külföldön a királyi család egyik fontos tagját, Enghien hercegét. Az összeesküvésekben egyébként ártatlan herceg statáriális kivégzése Napóleon döntése volt, de a császár élete végéig haragudott Talleyrand-ra azért, mert rávezette erre a morálisan és utólag politikailag is nagy hibának bizonyult döntésre.

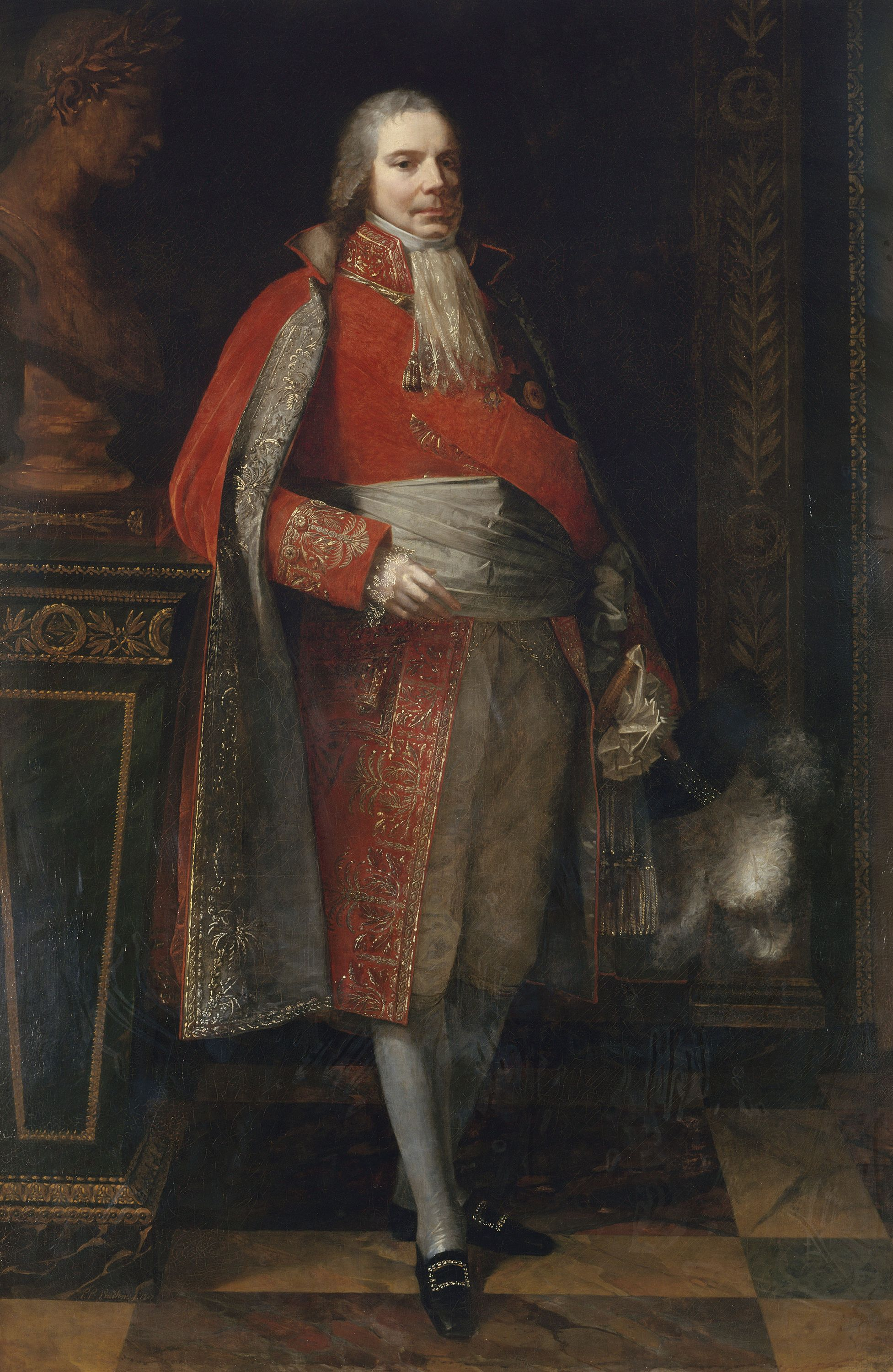
Talleyrand a főkamarási díszöltözetben

Napóleon 1804-ben császárrá koronáztatta magát; a szertartáson Talleyrand a fő helyek egyikén állt a császár mellett, ahogy azt monumentális festményén Jacques-Louis David is megörökítette. A külpolitikai kérdésekben azonban egyre gyakoribb volt közöttük az ellentét. Talleyrand folyamatosan az elért eredmények konszolidálását szorgalmazta, békekötést, kompromisszumokat javasolt, mert jól látta, hogy a folyamatos napóleoni háborúk kimerítik az országot és semmiféle további előnyt nem hoznak már, csak előrevetítik egy későbbi nagy bukás lehetőségét.
Egyelőre azonban hatalmas anyagi előnyei származtak a császársági berendezkedésből is. Ő lett Napóleon főkamarása, valamint az itáliai Beneventói Hercegség – amelyet a császár a pápától vett el – uralkodó hercege. A miniszteri fizetésével együtt az évi jövedelmei elérték a 650 000 aranyfrankot. A legális jövedelmei még így is eltörpültek a kenőpénzek mellett, amelyeket Európa térképének újra és újra történő átszabása során az érintett felektől begyűjtött. Napóleon még a marengói győzelem után az Ausztriával kötött béke körüli fáradozásai fejében 300 000 frankkal ajándékozta meg; ugyanezért a tárgyalásért I. Ferenc osztrák császártól még kapott 400 000 frankot. Amikor Napóleon eladta Louisianát az Amerikai Egyesült Államoknak, a tárgyalásokat Talleyrand vezette, és ezek „eredményeképpen” az eredetileg 80 millióra tartott vételár 54 millióra csökkent; máig nem tudni, hogy mekkorák voltak azok az amerikai „érvek”, amelyek lehetővé tették az ár csökkenését. Napóleon persze sejtette, hogy folyamatosan meglopják, de a nagyságrendeket nem ismerte, és időnkénti dühkitörései ellenére mindig arra jutott, hogy Talleyrand tehetsége megéri számára ezeket a veszteségeket. Így aztán külügyminisztere megkapta az új kitüntetés, a Becsületrend nagykeresztjét is.

### Napóleon árulója
1805 novemberében és decemberében, az austerlitzi csata előtt és után egyaránt, újabb kísérleteket tett a császár meggyőzésére: térjen át az elért eredmények konszolidálására, ne alázza meg ellenfeleit. Különösen tartott Ausztria végleges szétverésétől, a helyén kialakulható veszélyes hatalmi vákuum miatt. 1807-ben végül lemondott külügyminiszteri tisztségéről: állítólag kijelentette, hogy nem akar Európa hóhéra lenni. Napóleon ekkor hatalma csúcsán állt, de Talleyrand már látta a császár hajthatatlansága miatt fenyegető véget. Talleyrand az uralkodóval folytatott egyik mindennapos vitáját használta fel a nyugalomba vonulás bejelentésére, de olyan ügyesen, hogy Napóleon bőkezűen megajándékozta távozó külügyminiszterét – aki hamarosan aktívan elkezdett császára ellen dolgozni. A külügyminiszterből vice-elektor, az egyik legmagasabb udvari cím birtokosa lett; minden ünnepségen ott kellett állnia az uralkodó mellett díszöltözetben.
Spanyolország megtámadását, az ottani királyi család tagjainak elrablását is ellenezte, de elfogadta Napóleon parancsát, hogy a királyi foglyokat ő szállásolja el – illő körülmények között – kastélyában. Igaz, ehhez a feladathoz is külön tetemes anyagi támogatást igényelt.
Napóleon továbbra is olyan nagyra értékelte tehetségét, hogy magával vitte az 1808. novemberi erfurti találkozóra, ahol Sándor cárral tárgyalt. Az oroszok is mély megvetéssel viszonyultak Talleyrand-hoz viselt dolgai miatt. Sándor cár személyesen is gyűlölte, mert amikor 1804-ben felemelte a szavát az enghieni herceg meggyilkolása miatt, Talleyrand válaszában célzást tett arra, hogy a cárnak köze volt apja halálához. Ezért is lepte meg a cárt annyira, hogy a beneventói herceg egy társasági eseményen közvetlenül hozzá fordult, és Napóleon elleni politikájának keményítését tanácsolta neki.
Ezt a felvetést aztán titkos találkozók követték, amelyen Talleyrand egyértelműen felajánlkozott az oroszoknak. Tevékenysége kétségtelenül hazaárulás volt, az ő olvasatában azonban Napóleon vezette katasztrófa felé Franciaországot, és ebben megállítani őt neki a kötelessége volt. Persze jelentős anyagi haszonra is számíthatott.
Talleyrand mellesleg kérte és megkapta Sándor engedélyét ahhoz, hogy unokaöccse, Edmond de Talleyrand-Périgord tábornok elvehesse az akkor már Oroszországhoz tartozó Kurland hercegének leányát, a kor egyik gazdag, mindössze 15 éves örökösnőjét Dorothea von Biron kurlandi hercegnőt (franciásan Dorothée de Courlande-ot). A kurlandi herceg özvegye Párizsban élt, és Talleyrand szeretője volt, ahogy majdan a leánya, Dorothea, a későbbi Dino hercegné is az lett.
Napóleon Erfurtban továbbra is töretlenül megbízott volt külügyminiszterében. Reggelente megtárgyalta vele, hogyan lehetne szerződéssel megszilárdítani a francia-orosz szövetséget, Talleyrand pedig este arról győzködte a cárt, hogy bizonyos pontokat feltétlen vetessen ki a tervezetből. Franciaország nevében ő maga csak a Pireneusokon, az Alpokon és a Rajnán belüli hódításokat kívánta volna megtartani, az ezeken túli napóleoni szerzeményekről lemondott volna az ország hosszú távú biztonsága érdekében.
Párizsba visszatérve Talleyrand Nesselrode cári követségi tanácsossal tartott titkos kapcsolatot. Anyagi ellenszolgáltatás fejében rendszeresen informálta őt azokról a fejleményekről, amelyeket ő maga fontosnak tartott közölni az oroszokkal. Joseph Fouché, Napóleon rendőrminisztere gyanakodni kezdett, de addigra már ő maga is megingott a császár támogatásában. Az ibériai fejlemények, a spanyol partizánharc sikerei a császári hadtestek ellen arról győzték meg ezt a két politikust, hogy – személyes ellenszenvük dacára – érdemes együttműködniük.
Napóleonnak azonban többfajta titkosszolgálata volt; az egyiket Fouché működtette, de egy másik a rendőrminisztert magát is ellenőrizte. A császár így nehéz spanyolországi harcai közepette hírt kapott Talleyrand és Fouché közeledéséről, és hazasietve 1809. január 28-án egy híres jelenetben, palotájának nyilvánossága előtt hordta le útszéli hangon, ütötte ököllel főkamarását manipulációi miatt. A dolog azonban ennyiben is maradt. Másnap Talleyrand újra megjelent díszruhájában egy udvari rendezvényen, és a császár ügyet sem vetett rá. Ugyanaznap viszont a herceg felvette a kapcsolatot az osztrák követtel, Metternichhel is, hogy az ő birodalmát is mozgósítsa céljai érdekében. Felajánlotta segítségét a „közös ügy” érdekében, és mindjárt kért is néhány százezer frankot, „mert a császár tönkretette őt anyagilag a spanyol hercegek beszállásolásával kastélyába”.
Mindeközben továbbra is tett nagyon fontos szolgálatokat Napóleonnak: közreműködött válása megszervezésében Jozefinától és új házassága megkötésében az osztrák császár leányával, Mária Lujzával.
Talleyrand kétségtelen személyes bátorságról is tanúbizonyságot tett, amikor ilyen bonyolult titkos tevékenységbe kezdett. Napóleon sok mindenről tudott, de csak udvari intrikának, áskálódásnak tekintette; ha tisztában lett volna Talleyrand tevékenységének dimenzióival, minden bizonnyal kivégezteti. Ehhez csak arra lett volna szükség, hogy az oroszok vagy az osztrákok elárulják a herceget. Ez azonban – amint abban Talleyrand bízott is – egyáltalán nem állt érdekükben. Így rendszeresen elláthatta információkkal az oroszokat és az osztrákokat. Az értesülések begyűjtésében Fouché is segítségére volt, amíg a császár el nem távolította őt. Az új rendőrminiszter, Savary tábornok Napóleon odaadó katonája volt, és bizonyára habozás nélkül likvidálta volna az árulókat, ha bizonyítékot szerez. A hírforrások beszűkültek, de Talleyrand mégis kért egy félmilliónyi extra jutalmat az oroszoktól, anyagi nehézségeire hivatkozva. Sándor cárnak azonban ez már sok volt, és hasonló arcátlansággal úgy válaszolt, hogy nem akarja a herceget kompromittálni, gyanúba keverni, ezért inkább nem adja meg neki ezt az összeget. Talleyrand persze ennek hiányában is folytatta, tőle telhetően, az információk szállítását. Annál inkább fontos volt ez az oroszoknak, mert nyilvánvaló volt, hogy elkerülhetetlen a háború a két fél között. Igaz, 1811-től már működött Párizsban Alekszandr Csernyisov ezredes professzionális katonai hírszerző szolgálata is, amely olyan konkrét információkhoz is jutott, amilyenekről Talleyrand-nak sejtése sem volt.
Az oroszországi vereség után Napóleon hatalma gyorsan hanyatlott. Bár nem bízott Talleyrand-ban, mégis újra felkínálta neki a külügyminiszteri posztot, mert őt tartotta alkalmasnak arra, hogy az ellenfeleket megtévessze, és a béketárgyalásokat elnyújtsa. De a herceg ezt már elhárította. Viszont amikor 1814-ben a császár újra hadvezéri képességeinek legjavát mutatta, és minden esély ellenére új meg új harctéri győzelmeket aratott, komoly félelem fogta el. Ha a császár mégis nyeregben marad, előbb-utóbb fény derülhetett volna titkos tevékenységére. Ezért minden erejével siettette a végső bukást, tájékoztatta a szövetségeseket Napóleon tényleges gyengeségéről.
1814. március végén a szövetségesek már megközelítették Párizst. Napóleon utasítására az udvarnak el kellett hagynia a várost, de Talleyrand ez elől ügyesen kitért: megszervezte, hogy a nemzetőrség tartóztassa őt fel a város határán. Másnap már palotájában fogadta a Párizsba bevonuló III. Frigyes Vilmos porosz királyt és az orosz cárt, akinek meghívására egy időre oda is költözött hozzá. I. Sándor elképzelhetőnek tartotta volna Napóleon fiának adni a francia trónt, de Talleyrand határozottan a Bourbonok visszahívása mellett szállt síkra: úgy értékelte, hogy a napóleoni korszakot csak a Bourbon-restauráció zárhatja le végérvényesen.

## Restauráció
Talleyrand összehívta a Szenátust, amely Napóleon idején csak egy kirakat-intézmény volt, érdemi szerepet nem játszott. Jelenlévő tagjai most azonban engedelmesen meghajoltak a herceg akarata előtt, megválasztották őt az ideiglenes kormány élére.
Talleyrand úgy látta, hogy csak a Bourbon-restauráció biztosíthatja a konszolidációt az országban, Mária Lujza régenssége csak a bizonytalanságot tartósítaná. Ugyanakkor elvárta volna, hogy a Bourbonok legalább némileg alkalmazkodjanak az ország új helyzetéhez. Kérte őket, hogy fogadják el az új trikolórt, a forradalom háromszínű zászlaját. A monarchia képviselői azonban jelképes változásokat sem voltak hajlandók elfogadni, és az alatt a fehér zászló alatt vonultak be, amelyet az elmúlt negyedszázad alatt felnőtt generációk megtanultak gyűlölni. Talleyrand világosan látta, hogy a Bourbonok máris megkezdték ásni saját sírjukat.
Egyelőre azonban teljes mellszélességgel kiállt a Bourbonok, és különösen XVIII. Lajos mellett. Első találkozójukon a király – miután 3 órát megvárakoztatta – barátságosan utalt arra, hogy a két család egyidős, csak az ő ősei ügyesebbek voltak Talleyrandéinál. Az audienciáról távozva Talleyrand azt mondta, hogy kölcsönösen meg voltak elégedve egymással, de élete vége felé ugyanerről már úgy nyilatkozott, hogy „XVIII. Lajos a legravaszabb hazudozó volt, akit a föld valaha is hordozott.” Eszerint emberükre találtak egymásban.
Talleyrand első miniszter, azaz miniszterelnök szeretett volna lenni, hogy befolyását minél jobban érvényesíteni tudja az országba visszaáramló tízezernyi emigráns önsorsrontó követelőzéseivel szemben. Nem lett az, csak külügyminiszter, de a király mást sem nevezett ki első miniszternek, a kezében akarta tartani a kormányzást. A külügyminiszteri esküje Talleyrandnak pappá szentelésétől számítva a 13. eskü volt életében, de nem az utolsó.
Első feladatai közül a legfontosabb a béke megkötése, valamint a Bourbonok és a még Párizsban tartózkodó Sándor cár közötti közvetítés volt. A két uralkodó között kimondottan megromlott a viszony. Az a bizarr helyzet állt elő, hogy az orosz cár, amikor már beleegyezett a Bourbon-restaurációba Napóleon fiának trónra emelése helyett, helyesnek tartotta volna alkotmány elfogadását Franciaországban. Már akkoriban is sokan felvetették a kérdést: miért lett a demokrácia bajnoka Európában az orosz cár, akit odahaza nem éppen erről ismertek? Sándor ezekre a felvetésekre úgy reagált, hogy szilárd francia államot szeretne, amely akkor is fennmarad, amikor az orosz seregek már hazatértek Nyugat-Európából. Talleyrand mindenesetre ékesszólóan érvelt az alkotmány szükségtelensége mellett.
A békeszerződést azonban gyorsan megkötötték a négy szövetséges hatalommal, 1814. május 30-án, négy nappal Sándor elutazása előtt írták alá. Franciaország az 1792-es határokat tarthatta meg. A párizsiak félelmei, az oroszok bosszúja Moszkva felégetése miatt, nem váltak valóra; az orosz csapatok gyorsan kivonultak. A cár azonban elégedetlenül utazott el, a Bourbonok magatartása kiábrándította, ezért a maga részéről is ott bosszantotta őket, ahol tudta, például gyakori látogatásokat tett Jozefinánál, Napóleon elvált feleségénél. Talleyrand iránti megvetése is csak fokozódott; elutazása előtt nem is volt hajlandó fogadni őt.

### A bécsi kongresszus
A napóleoni háborúkat lezáró, az európai rendet konszolidáló bécsi kongresszus (1814. szeptember – 1815. június) Talleyrand egész pályafutásának legalábbis az egyik csúcspontja volt. Egy legyőzött állam szavazati jog nélküli képviselőjeként érkezett Bécsbe, és egy, a többiekkel egyenrangú európai nagyhatalom képviselőjeként távozott onnan.
Bécsbe magával vitte a 21 éves Dorothée de Courlande-ot, unokaöccse feleségét, akinek házassága ekkor már – két gyermek születése után – felbomlóban volt. A nála csaknem negyven évvel fiatalabb hölgy lett Talleyrand házának dísze, az egymást érő rendezvények háziasszonya. Az ezután született lánya valószínűleg Talleyrand gyermeke volt, bár több más szeretője is volt az ifjú hölgynek, az öregedő herceg nagy féltékenységére.
Talleyrand háza egyébként a vendégek tömegét vonzotta, ennek ellenére a herceg gondot fordított arra, hogy védje titkait az akkoriban egyre professzionálisabb tevékenységet folytató különféle titkosszolgálatok elől. Az osztrák titkosrendőrség fennmaradt jelentéseiben az egyik ügynök a következőképpen panaszkodott felettesének: „Háza jelenleg erődítményhez hasonlít, s benne helyőrséget tart fenn, csupa olyan személyből, akiben megbízik. Ennek ellenére végre sikerült néhány iratot megszereznünk irodájából.”
Talleyrand már a konferencia kezdetén hevesen felszólalt az ellen, hogy a négy győztes: Anglia, Ausztria, Oroszország és Poroszország szövetségeseknek titulálta egymást a tárgyalásokon: „Netán rosszul értettem? Szövetségesek, és ki ellen, Napóleon ellen már nem lehetnek, ő Elba szigetén van. Franciaország ellen nem lehetnek: a békét megkötöttük; Franciaország királya ellen nem lehetnek: ő a béke szavatolója.” Amíg be nem fogadták a nagyhatalmak, addig előszeretettel tüntette fel magát a kis államok szószólójának. Sikerrel fordította a négy nagy ellen az általuk Napóleon ellen használt legitimitás elvét: ez mind a francia királyság határainak védelmére, mind Poroszország túlzott megerősödésének, azaz Szászország hozzácsatolásának megakadályozására alkalmas volt.
Hiába váltott ki elképedést gátlástalansága, ahogy Napóleon volt külügyminisztereként itt a legitimitás híveként küzdött, manipulációi eredményesek voltak. 1815 januárjára összehozta a titkos angol-francia-osztrák egyezményt, amely Oroszország és Poroszország ellen irányult, és így megbontotta a győztesek egységét. Másik nagy célját azonban, egy független Lengyelország fenntartását – ami az orosz és a porosz hatalom korlátozása szempontjából lett volna fontos Franciaország számára – nem tudta elérni, hiába oktatta ki Nesselrode orosz küldöttet és rajta keresztül Sándor cárt (akiknek éveken keresztül nagy összegekért adott el információkat) az elvi politizálás szükségességéről.
Anyagi érdekeiről a bécsi tárgyalások során sem feledkezett meg. Szászország függetlenségének fenntartása Franciaország fontos érdeke volt, tárgyalási mandátumának egyik kiemelt pontja. Emellett azonban a sikerért a szász királytól is bezsebelt ötmillió aranyfrankot. Az is többé-kevésbé világos volt a tárgyalások kezdeteitől, hogy Murat, Napóleon tábornoka nem maradhat a nápolyi trónon, ott is be kell következnie a „legitimista” restaurációnak, a Bourbon-ház nápolyi ágának vissza kellett kerülnie a hatalomba. Ennek ellenére Talleyrand hosszan alkudozott a Bourbon trón(vissza)követelővel, IV. Ferdinánd nápolyi királlyal e diplomáciai művelet áráról, és végül kapott is kétmillió frankot.
A napóleoni száz nap, a Waterloonál végződő nagy kaland idején a császár újra úgy érezte, hogy szüksége lenne Talleyrand tehetségére, minden korábbi árulása ellenére. Ajánlatait azonban a herceg nem fogadta el, világosan látta az akció kilátástalanságát. Jellemző, hogy Bécsben, ahol a kongresszuson érthetően nagy izgalmat váltott ki Napóleon visszatérése, a nagyhatalmak képviselői is rettegtek attól, hogy Talleyrand átáll, ezért gyorsan bőséges pénzadományokat juttattak neki annak elkerülése érdekében, amit úgysem állt szándékában megtenni.
Talleyrand szerencséje azonban nem volt végtelen. XVIII. Lajos újabb menekülése során Párizsban felejtette íróasztalán a januárban megkötött titkos angol-francia-osztrák paktum szövegét, ezt Napóleon megtalálta, és azonnal külön futárral küldte el Sándor cárnak. A cár ellenszenve Talleyrand ellen immár végleg gyűlöletté fokozódott.

## A második restauráció

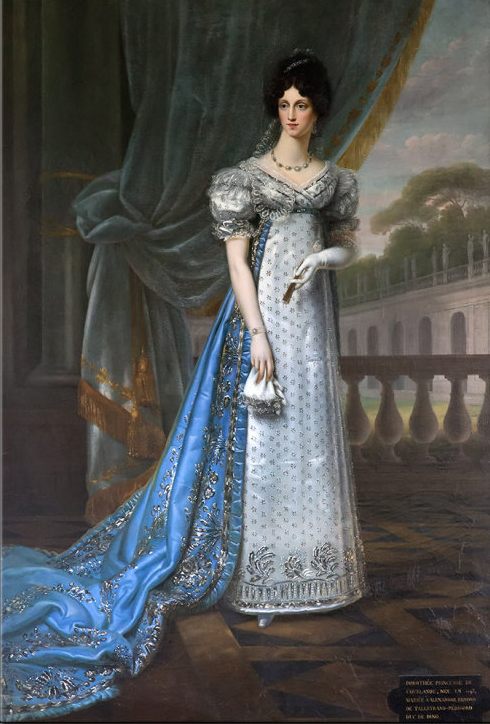
Dino hercegnéje, Talleyrand utolsó szerelme

Talleyrand meg volt győződve arról, hogy a Bourbonok a második restauráció után is igényt tartanak majd kitűnő szolgálataira. Ezúttal azonban már nem tökéletesen ismerte fel a helyzetet. Az új békét gyorsan megkötötték. A határok csak keveset módosultak, de az országot angol, porosz, osztrák és orosz csapatok szállták meg hosszú évekre. Az 1815 júliusában kinevezett új kormánynak még ő lett a vezetője. Az ultraroyalisták azonban a száz napból sem tanultak, sőt a megaláztatás miatt még nagyobb őrjöngéssel fordultak a forradalom és a császárság emlékezete ellen. Ekkor született meg a fehérterror fogalma: a Bourbon-zászló alatt tömeges kivégzések folytak, jogi alapon vagy anélkül egyaránt. Fouché, a másik nagy köpönyegforgató hosszú likvidációs listákat állított össze, amelyről Talleyrand-nak még sikerült levétetnie sokakat, de távolról sem mindenkit.
Talleyrand jól látta, hogy Fouché a fehérterror irányításával sem tudja elfogadtatni magát az ultraroyalistákkal, ezért eltávolította posztjáról, hogy pályáik elváljanak egymástól: Drezdába küldte követnek. De Talleyrandon sem segített ez. Azt kérte a királytól, hogy kapjon szabad kezet az ultraroyalisták kilengései ellen, amelyek aláássák a Bourbonok iránti legcsekélyebb bizalmat is. Kérésének elutasítása esetére kilátásba helyezte a lemondását – és ezt a király azonnal elfogadta. 1815. szeptember 29-én így Talleyrand közéleti pályája 15 évre félbeszakadt. Talleyrand eltávolítását a monarchista ultrák mellett Sándor cár is szorgalmazta. A cár javasolta azt is, hogy helyére az a Richelieu herceg kerüljön, aki 1804–1814 között az oroszok által a törököktől elhódított Krím és Odessza cári kormányzójaként szerzett érdemeket.

### A magánember
Talleyrand nyugalmazása alkalmával újra megkapta a főkamarás rangját évi 100 000 frank jövedelemmel, minden kötelezettség nélkül, majd hercegi címét is visszakapta, és a főrendiház tagja lett. Ez persze nem volt elég költséges életviteléhez, ezért az általa a napóleoni levéltárból eltulajdonított fontos okmányokat és levelek tömegét, összesen 832 darabot felajánlotta Metternichnek 500 000 frankért azzal, hogy ha felfedezik tettét, Ausztria nyújtson menedéket számára. Metternich fizetett, bár az okmányok nagy többsége csak másolat volt. Talleyrand emellett hozzálátott emlékiratai megírásához is. Az emlékiratok kevés újat tartalmaztak az érdeklődők számára, hiszen az életrajzi tények közismertek voltak, csakúgy, mint Talleyrand apologetikus vélekedése saját magáról. Ezúttal úgy tüntette fel magát, mint aki tulajdonképpen egész életében királypárti volt. Ebből úgy tűnik, eredetileg nem döntött arról, hogy kiadatja-e a munkát, és az adott kor szellemében kezdett írni. Később azonban kikötötte, hogy csak a halála után 30 évvel hozható nyilvánosságra az írás. Öt kötet készült el, amelyek csak 1891-ben jelentek meg nyomtatásban. Érdekesség, hogy Talleyrand – egyébként a 18. századi arisztokrácia sok más tagjához hasonlóan – nemigen tartotta magára nézve irányadónak a francia helyesírás bonyolult szabályait, bár, diplomata létére, egyetlen más nyelven sem tudott. Gyakran őszinte csodálattal gratulált külföldi partnereinek hibátlan franciasággal írott leveleikhez.
1817 végén a nápolyi királytól hercegséget is kapott címéhez; igaz, Dino csak egy terméketlen kis sziklasziget volt a calabriai partoknál. Az adományban rögzítették, hogy a cím továbbadható; ezt Talleyrand meg is tette, és unokaöccsének, Edmondnak adta címet, akinek felesége, Dorothea kurlandi hercegnő az ő szeretője volt. Így lett Talleyrand utolsó szerelmének közkeletű neve Dino hercegnéje.
Talleyrand nehezen viselte az eltávolodást a politika boszorkánykonyhájától, igyekezett továbbra is véleményt nyilvánítani, részt venni a történésekben, miközben folyamatosan várta, hogy újra szükség legyen rá. Tevékenységét Carlo Andrea Pozzo di Borgo, a cár nagykövete is figyelemmel kísérte, rejtjelzett távirataiban gyakran beszámolt erről Szentpétervárnak. Talleyrand eleinte taktikai okokból az ultraroyalisták mellett vállalt szerepet a főrendiházban, hogy minél több gondot okozzon az őt eltávolító kormányzatnak. 1821-től azonban „balra” fordult, az erősödő burzsoá liberalizmus fiatal vezetői felé, mint Thiers, Mignet, Royer-Collard. Ritka felszólalásai a főrendiházban, mint a sajtószabadság védelmében elhangzott beszéde, vagy az ultraroyalisták által szorgalmazott spanyolországi intervenció elleni fellépése, nagy visszhangot keltettek. Stendhal az utóbbiról azt tudósította londoni lapja számára, hogy az nem csak politikai, hanem egyszersmind nagyszerű irodalmi teljesítmény is volt.

## Lajos Fülöp híve, londoni nagykövet

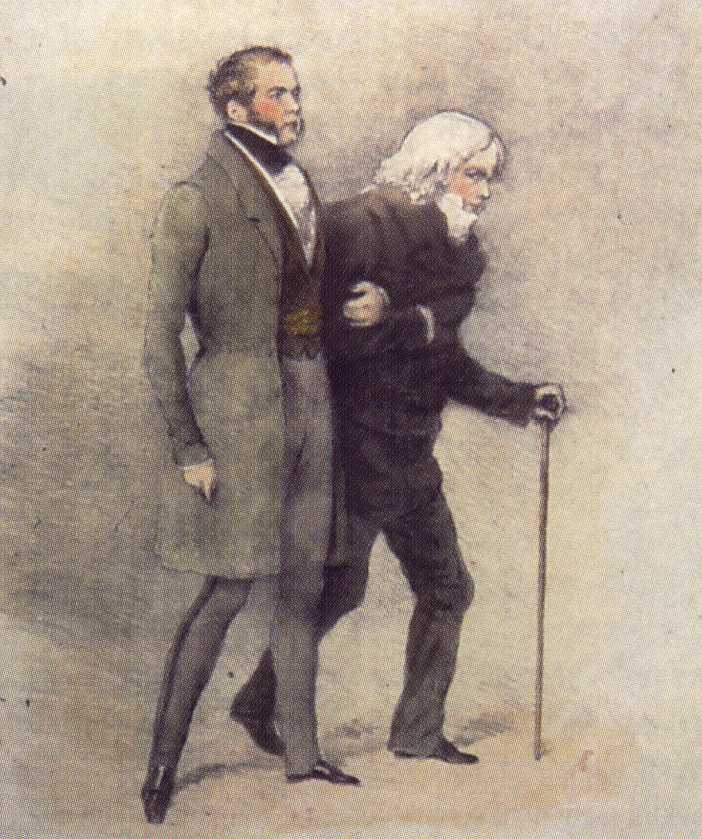
A sánta vezeti a vakot; korabeli angol ellenzéki karikatúra Palmerston külügyminiszterről és Talleyrand-ról. A kép által sugalltakkal szemben Palmerston ellenséges magatartást tanúsított Talleyrand iránt.

Az óvatos és ingadozó XVIII. Lajos halála után öccse, az ultrakonzervativ X. Károly lépett a trónra. 1825 májusában középkori pompával koronázták meg. Talleyrand látta, hogy az új király vakon rohan a pusztulásba. 1829-től közeledni kezdett Orléans-i Lajos Fülöp herceghez, a Bourbonok „ifjabb” ágának trónjelöltjéhez, aki mellett felsorakoztak a gazdag polgárság és parasztság képviselői, hiszen – a történelmi tapasztalatok miatt – a köztársaság gondolatát erősen ellenezték.
Az 1830-as júliusi forradalom végleg elsöpörte a Bourbonok uralmát. Lajos Fülöpöt az ellenzéki képviselők felkérték, hogy fogadja el a legfőbb helytartó posztját azzal, hogy később király lesz. Az elmenekülő X. Károly ugyancsak azt kérte tőle, hogy legyen helytartó az unokája, Chambord grófja mint leendő király mellett. Lajos Fülöp a 76 éves Talleyrand-tól kért tanácsot, melyik ajánlatot fogadja el, és a herceg az ellenzék javaslatát támogatta. 1830 augusztusában Lajos Fülöpöt – immár koronázás nélkül – királlyá kiáltották ki.
Az új uralkodó nemzetközi helyzete nem volt könnyű, mert a párizsi barikádok népe emelte trónra, és ezt a külföldi monarchiák nem felejtették el. I. Miklós orosz cár, „Európa zsandárja”, intervenciót sürgetett, amelyhez szerette volna megszerezni Poroszország és Anglia támogatását. Az a hír azonban, hogy a korábban annyira megvetett Talleyrand az új dinasztia mellé állt, nagy hatást váltott ki külföldön is, és sok fővárost ez vett rá arra, hogy elismerjék az új francia kormányzatot. Amikor Miklós cár hírt kapott arról, hogy az agg herceget a francia kormány londoni nagykövetévé nevezte ki, állítólag maga is elismerte: ez azt jelzi, hogy az új rendszernek esélyei vannak a fennmaradásra.
Londoni nagykövetként Talleyrand feladata elsősorban Anglia támogatásának biztosítása volt. Ezúttal nem volt nehéz dolga. Az őt szállító fregattot üdvlövésekkel fogadták. A konzervatívok az igazi arisztokratát látták benne, a liberális polgárság képviselői pedig a Franciaországban már győzelmes liberális burzsoázia képviselőjét. Az utca embere, az akkoriban gyakori angliai munkástüntetések résztvevői számára pedig a francia forradalom emlékét idézte fel az ő személye. Még Wellington hercege is el volt ragadtatva tőle, pedig 1814-ben ki nem állhatta őt. Felettese, M. Molé párizsi külügyminiszter aggódott is, hogy Talleyrand Londonban majd „megadja magát”, és a brit érdekeket fogja képviselni.
Talleyrand azonban nem állt az angol érdekek szolgálatába, sőt erősen nyugtalanította őt Anglia ipari és kereskedelmi fölénye. Mindenesetre jól látta, hogy a két országnak hosszú távon is össze kell fognia; ekkoriban jelent meg az angol-francia kapcsolatok történetében az „entente cordiale” fogalma, amelynek Talleyrand nagy híve lett.
A herceg könnyűszerrel megoldotta azt a csiklandós feladatot is, hogy miképpen képviselheti ő, aki 1814-ben szinte a legitimizmus szobra volt a bécsi kongresszuson, a párizsi forradalom nyomán hatalomra került „barikád-királyt”. Ezzel kapcsolatban azt a vonalat követte, hogy X. Károly felháborító módon megszegte az alkotmányt, amelyre felesküdött, és így már ő, a legitimizmus elismert híve sem tudta tovább támogatni.
A kor aktuális nemzetközi politikai problémája az 1830-as belga szabadságharc nyomán kialakult helyzet, Belgium függetlenségének kérdése volt. A holland uralom ellen felkelők egy része Franciaországhoz szeretett volna csatlakozni, de Talleyrand megértette, hogy erről szó sem lehet, vesztett ügyeket pedig soha nem szeretett képviselni. Anglia ugyanis stratégiai okokból ragaszkodott ahhoz, hogy a vele szemben lévő tengerparton ne egy nagyhatalom, hanem egy vagy több kis állam terüljön el. Londonban nemzetközi konferencia kezdődött a témáról, ennek során Talleyrand meglehetős nagylelkűséget mutatott a határok kialakításánál Hollandia javára. Csak 1934-ben kerültek elő olyan levéltári dokumentumok, amelyek bizonyították: Hollandia ezért 20 000 fontot, azaz több mint félmillió frankot adott Talleyrand-nak. A herceg tehát élete vége felé, milliomos arisztokrata diplomataként sem tagadta meg önmagát; pusztán megszokásból is elfogadta a kenőpénzeket, amelyekre már semmi szüksége nem lehetett. A francia érdekeket sem hagyta azonban figyelmen kívül: elérte, hogy a béke fejében Belgium lerombolta a korábban a francia határon emelt erődítményeket. Lajos Fülöp annyira elégedett volt teljesítményével, hogy 1832-ben még miniszterelnöki kinevezése is szóba került, de az aggastyán már nem akarta elhagyni londoni posztját.
Még a belga kérdés végleges lezárása előtt Talleyrand számára kellemetlen változás történt a brit belpolitikában: a Wellington vezette konzervatív kormány lemondott, és a whigek vették át az irányítást. A kormányfő lord Grey lett, de az igazi irányító lord Palmerston külügyminiszter volt, aki nagy bizalmatlanságot tanúsított a herceg iránt. Ez megnehezítette a francia nagykövet mindennapi munkáját.

### Az utolsó évek
1834-ra ereje megfogyatkozott, és visszavonult valençay-i kastélyába, ahol Dino hercegné volt a társasága. 1838 márciusában a közvélemény nagy meglepetésére újra beszédet mondott az Akadémián. A félholt öregember nagy hatású szónoklatban fejtette ki, milyen tulajdonságokkal kell rendelkeznie az eszményi diplomatának, külügyminiszternek – haza, lelkiismeret, szent kötelesség… A közönség megbabonázva hallgatta, bár jól tudták, hogy a gyakorlatban milyen magatartást tanúsított (ha árulásainak egy részére csak sokkal később derült is fény).
Halála előtt még, Dino hercegné unszolására, megbékült a katolikus egyházzal, bűnbocsánatot nyert a pápától. A közvéleményben ezzel kapcsolatban az a franciás bon mot terjedt el, miszerint „Talleyrand herceg egész életében becsapta az istent, halála előtt pedig még gyorsan és ügyesen becsapta a sátánt is”.
1838. május 17-én Lajos Fülöp király nővérével együtt meglátogatta a haldoklót, aki még választékos bókkal hódolt a királynak. Nem sokkal a látogatás után elhunyt.

## Magyarul megjelent művei
- Értekezés annak előnyeiről, hogy a jelen körülmények között új gyarmatokat szerezzünk; ford., sajtó alá rend. Szász Géza; JATE, Szeged, 1992 (Documenta historica)

## Szépirodalom, színház, játékfilm
- A sánta ördög (Le diable boiteux), 1948-as francia film. Rendezője és címszereplője Sacha Guitry. Főbb szerepekben Lana Marconi (Catherine), Émile Drain (Napóleon), Henry Laverne (XVIII. Lajos), Maurice Teynac (X. Károly), Philippe Richard (Lajos Fülöp).[82]
- Jean-Claude Brisville: A hercegi vacsora („Le Souper”) c. drámája XVIII. Lajos király visszatérésének, 1815. július 6-ának előestéjén játszódik, a történet Talleyrand és Fouché elképzelt (?) tárgyalásáról szól, a hatalom megtartásának módjáról. A drámából 1992-ben hasonló című francia film készült, rendezte Édouard Molinaro, főszereplők Claude Brasseur (Fouché) és Claude Rich (Talleyrand).[83]
- Napóleon (2002-es angol–francia–olasz minisorozat), Talleyrand alakítója John Malkovich, főbb szereplők Christian Clavier (Napóleon), Gérard Depardieu (Fouché).[84]

## Fordítás
- Ez a szócikk részben vagy egészben a Charles-Maurice de Talleyrand-Périgord című francia Wikipédia-szócikk ezen változatának fordításán alapul.  Az eredeti cikk szerkesztőit annak laptörténete sorolja fel. Ez a jelzés csupán a megfogalmazás eredetét és a szerzői jogokat jelzi, nem szolgál a cikkben szereplő információk forrásmegjelöléseként.